# Palazzo Arcivescovile (Siracusa)
Il palazzo Arcivescovile di Siracusa, è la sede della curia arcivescovile siracusana e del seminario. Al suo interno è presente anche l'antica biblioteca Alagoniana. L'edificio è ubicato in piazza del Duomo, accanto al duomo di Siracusa.

## Storia e struttura
La struttura del palazzo Arcivescovile così come si presenta oggi è frutto di sistematici restauri che dal 1700 circa al 1800 trasformarono tale sede in un palazzo in stile tardo barocco tendente al neoclassicismo.
La sua originaria forma consisteva in un palazzo di epoca sveva, fino all'età di Federico II, dunque verso il 1200, del quale però oggi non vi più traccia tranne per un'antica cappella, ben conservata, situata all'interno del cortile dell'attuale palazzo ottocentesco. Questa costruzione sveva di epoca imperiale presenta dalle possenti volte a crociera che ricordano molto quelle del castello Maniace.
Il palazzo subì dei rimaneggiamenti in epoca aragonese. Dopo la distruzione o la ricostruzione del primo palazzo, l'attuale struttura venne voluta dal vescovo spagnolo Juan de Torres Osorio di Siracusa e i lavori incominciarono nel 1618, ad opera dell'architetto Andrea Vermexio.
Al suo interno si trova, l'antica Biblioteca Alagoniana con i suoi testi antichi. Presso la cappella sveva si trova il tesoro del Duomo con gioielli e opere d'arte sacra. All'interno di uno dei cortili sono accessibili anche le stanze dell'ex carcere vescovile.

## Galleria d'immagini

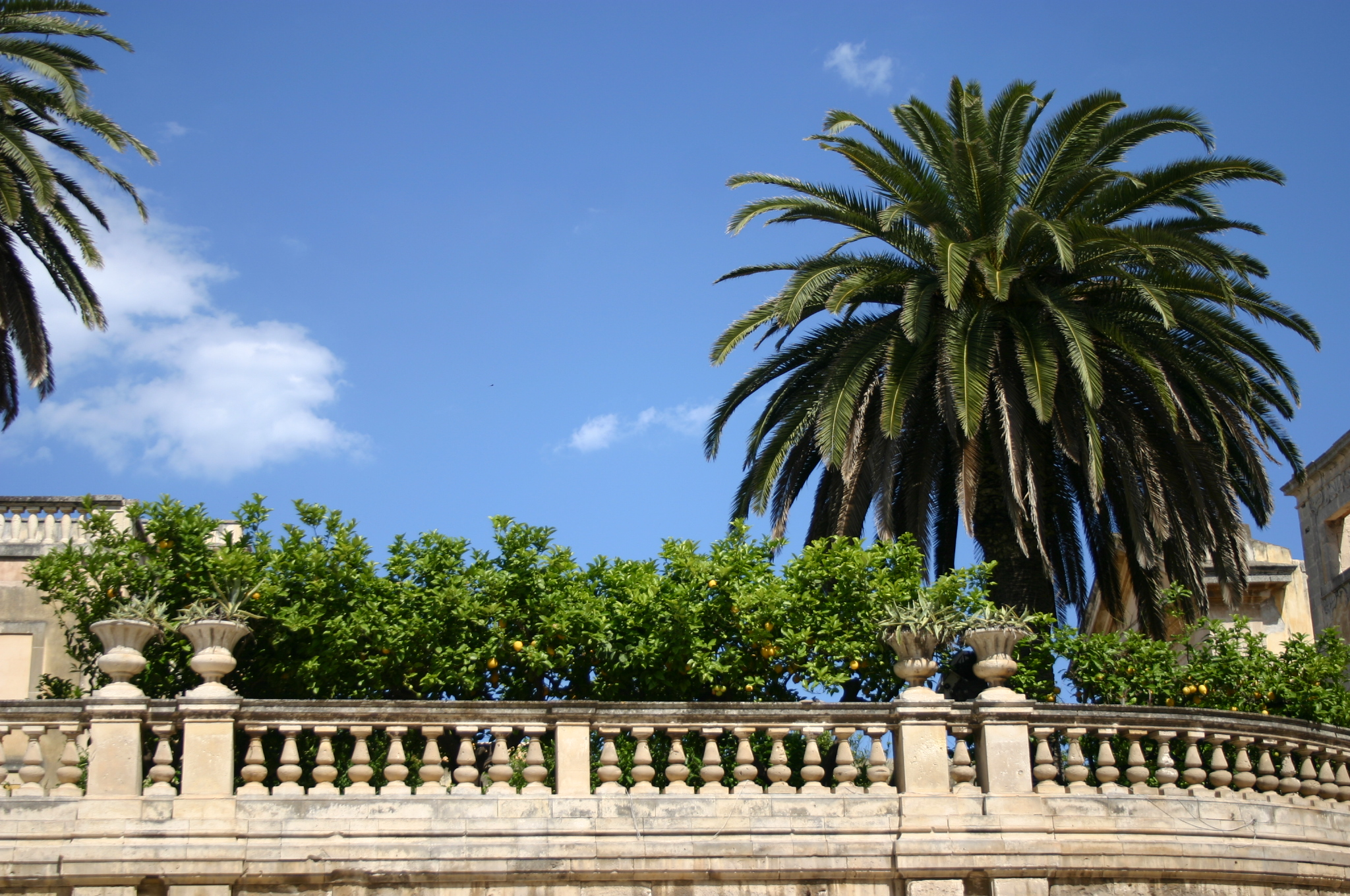
Giardino vescovile da Piazza Duomo
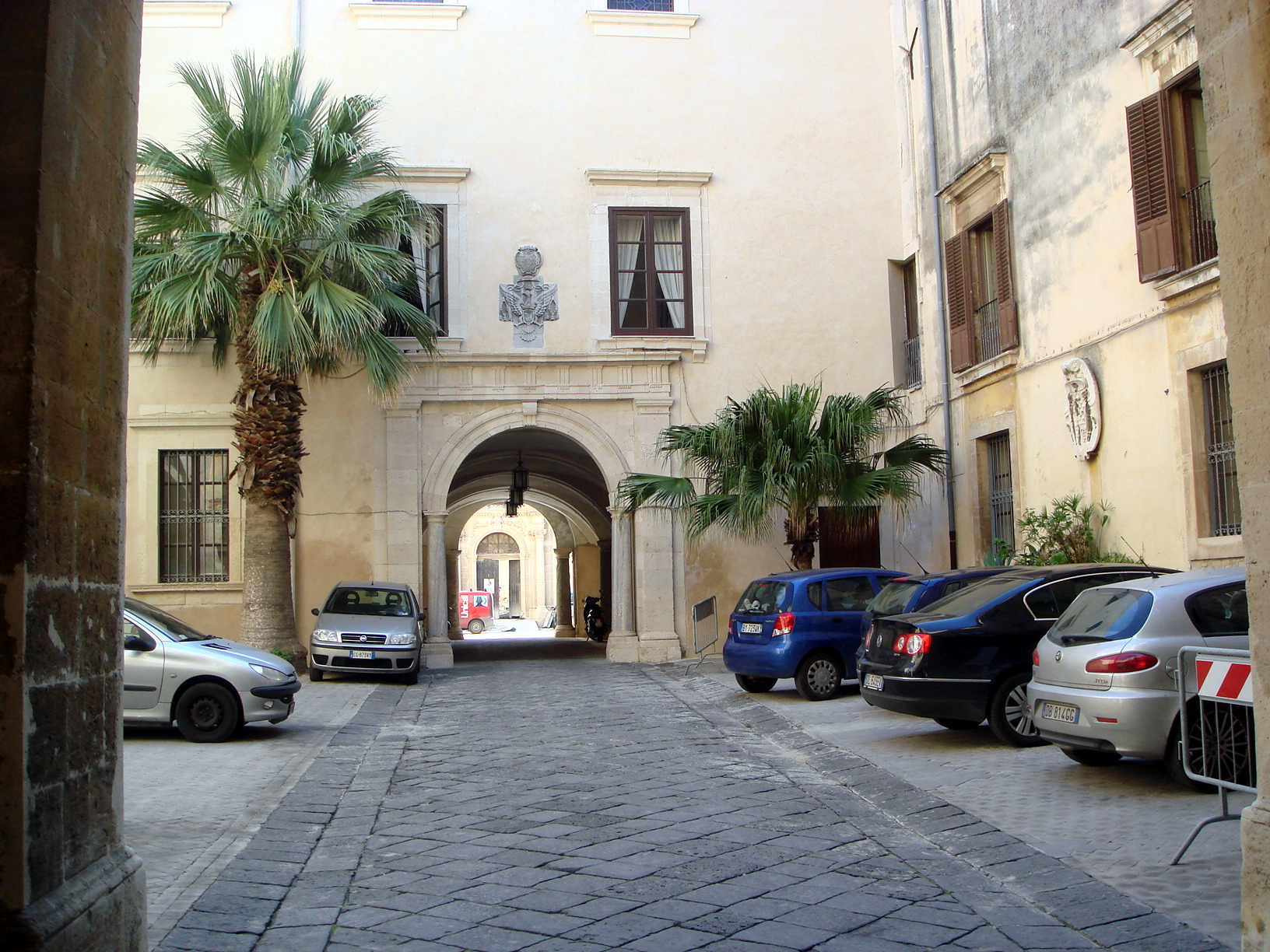
Primo cortile
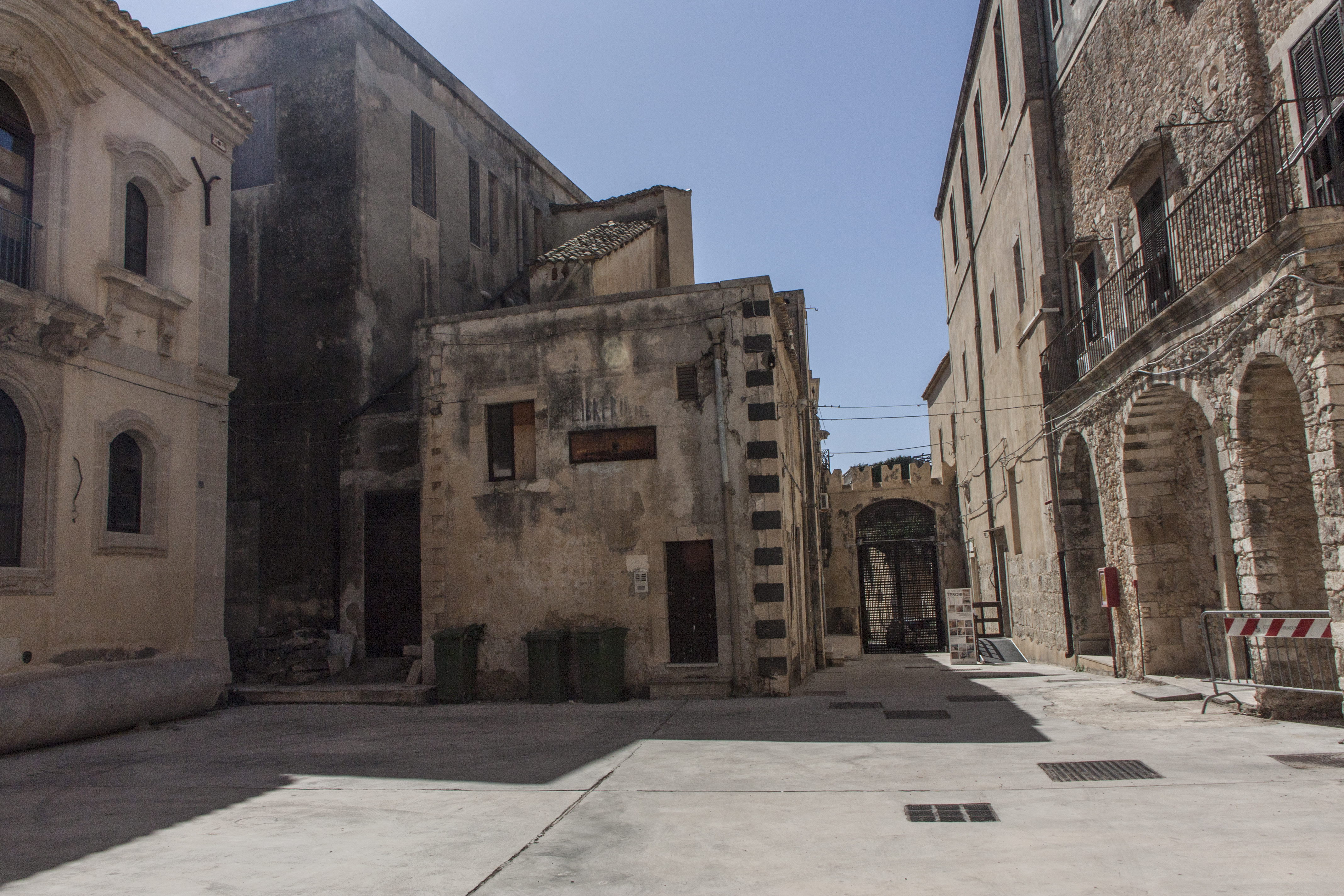
Secondo cortile
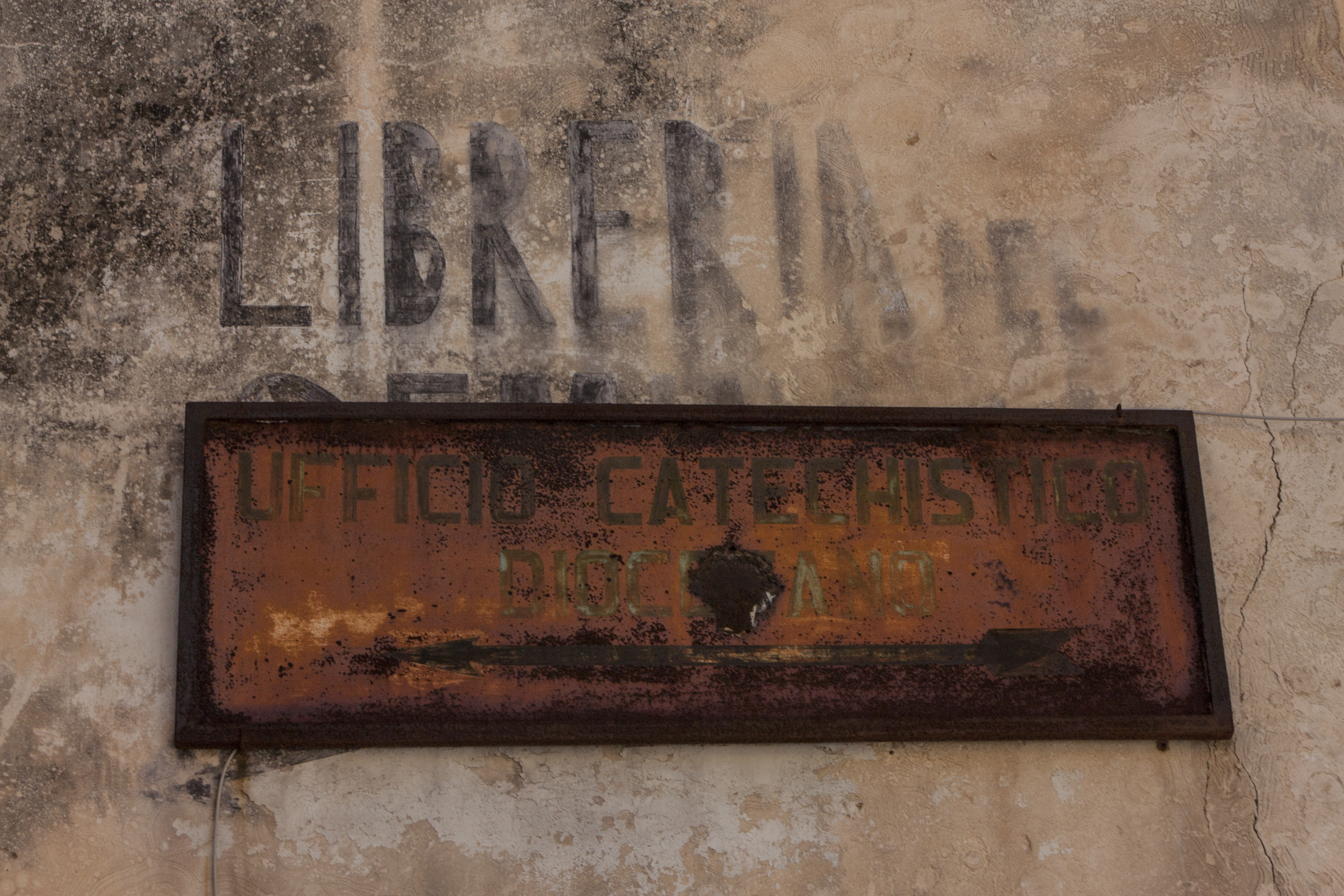
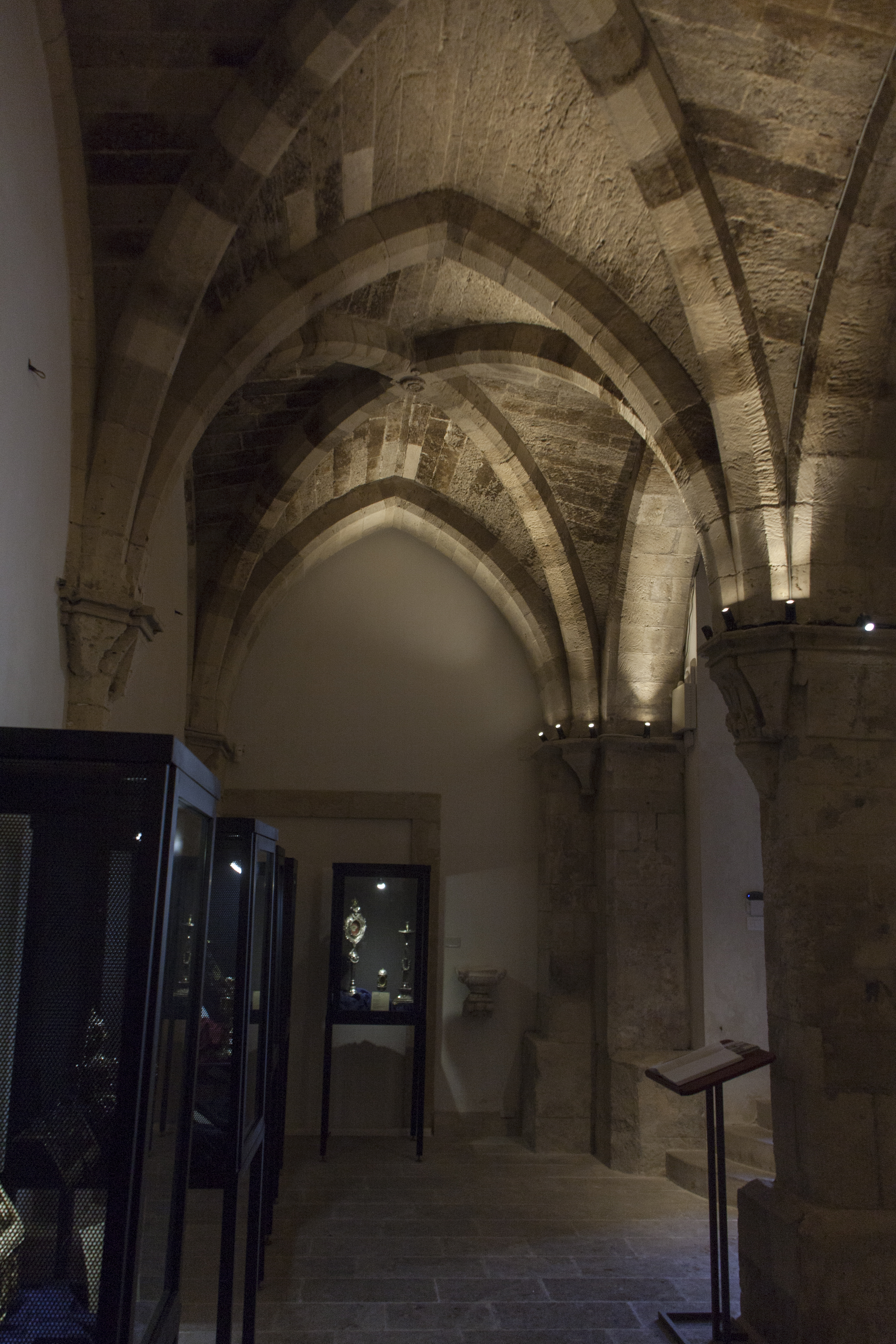
Cappella sveva e Tesoro del Duomo
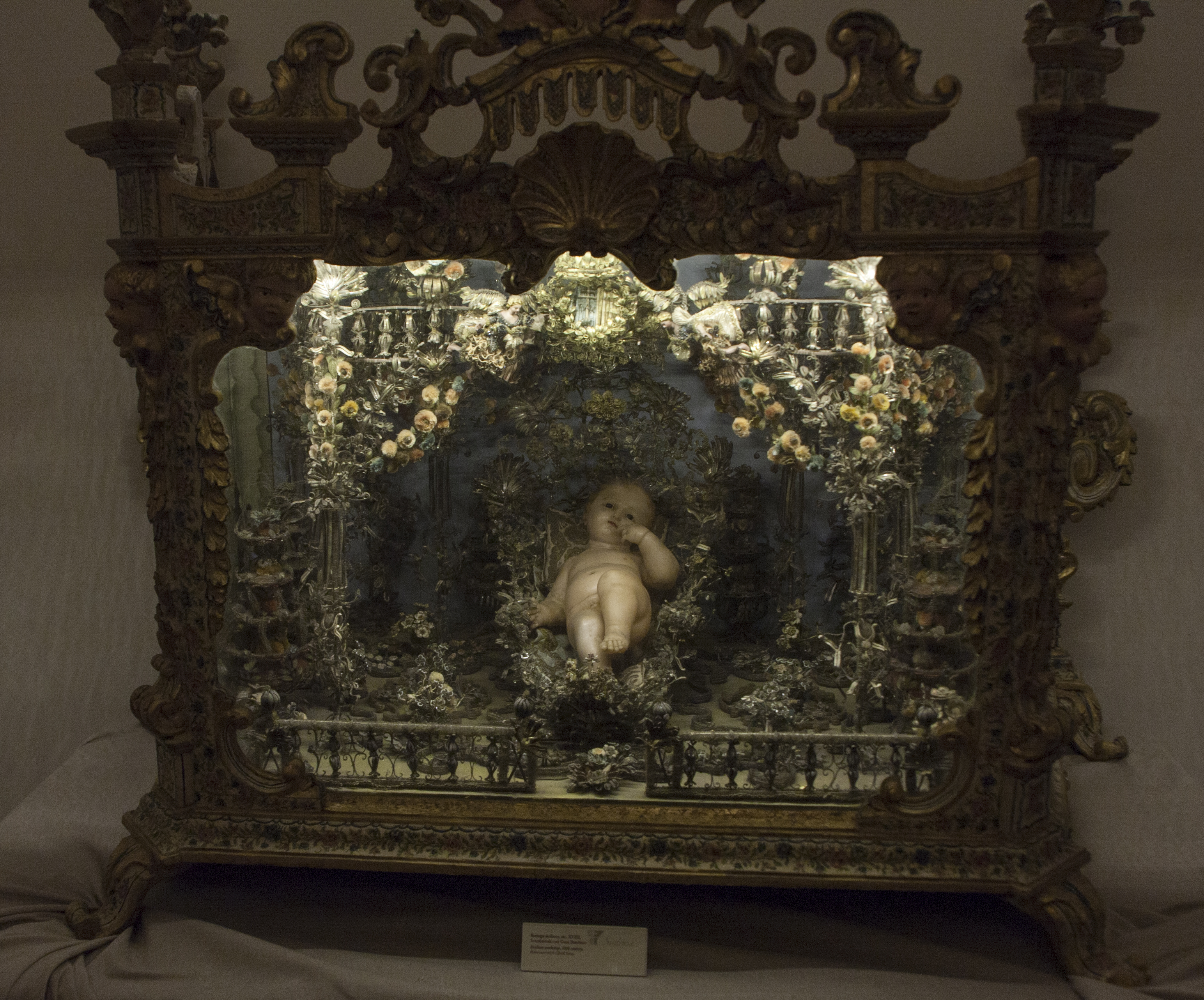
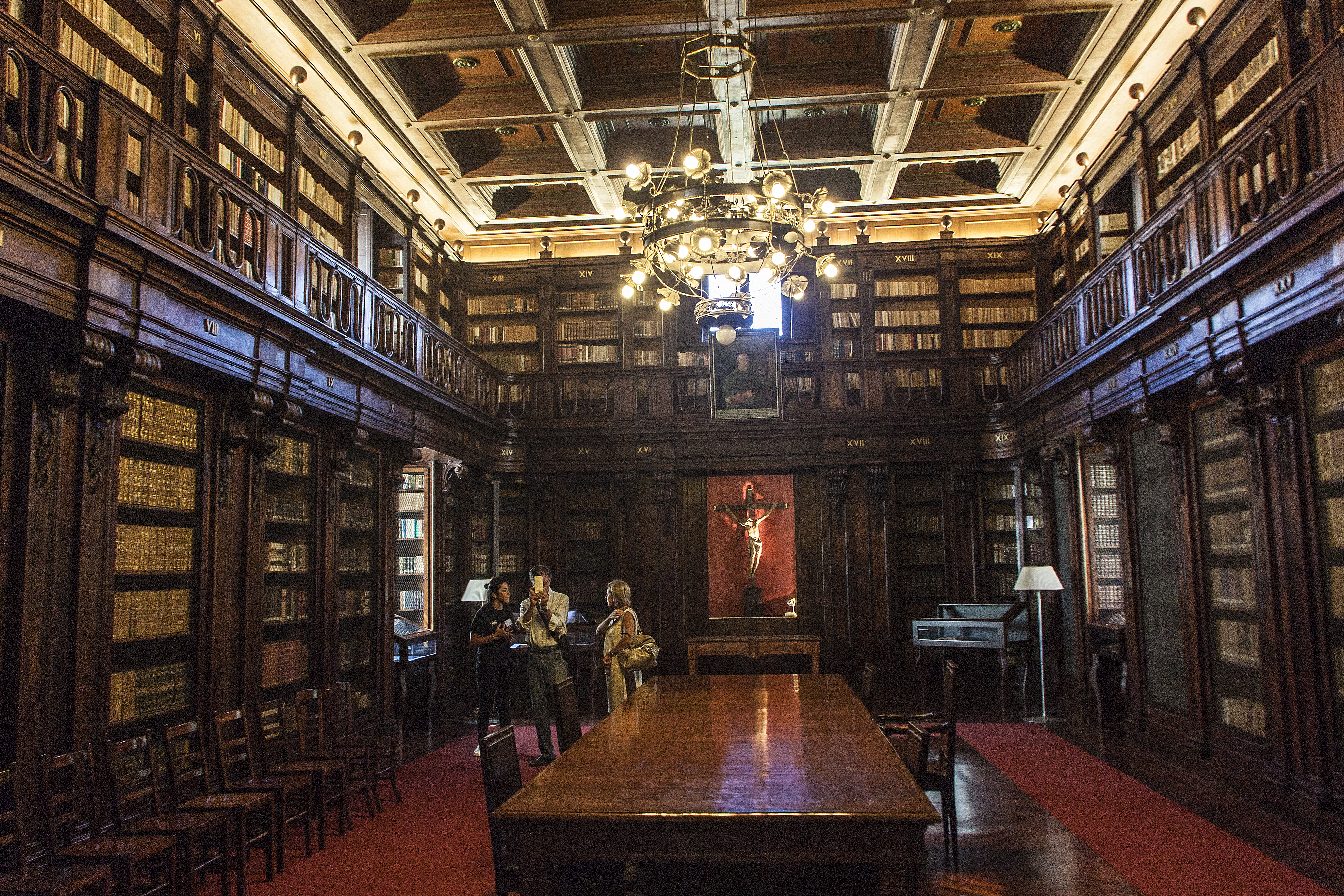
Biblioteca Alagoniana